# Borá
- Pentru alte utilizări ale numelui Bora, vedeți Bora (dezambiguizare).

Borá este un oraș în São Paulo (SP), Brazilia.